# Ceresole Alba
Ceresole Alba (piemontiul: Cerzòle) település Olaszországban, Piemont régióban, Cuneo megyében. Lakosainak száma 1978 fő (2023. január 1.). Ceresole Alba Baldissero d’Alba, Carmagnola, Montaldo Roero, Monteu Roero, Poirino, Pralormo és Sommariva del Bosco községekkel határos.

## Népesség
A település lakossága az elmúlt években az alábbi módon változott:
| Lakosok száma | 2072 | 2067 | 1978 |
|               | 2017 | 2018 | 2023 |